# Antun Mihalović
Ne doit pas être confondu avec Antun Mihanović.
Antun Mihalović (1873-1951) est un homme politique austro-hongrois. Il est le dernier ban du royaume de Croatie-Slavonie (1917-1919) de l'Empire austro-hongrois.